# Hans Särkijärvi
Hans Viktor Särkijärvi, född 3 mars 1957 i Kiruna, är en svensk ishockeytränare och före detta ishockeyspelare. Han har bland annat varit huvudtränare för Skellefteå och Linköping i Elitserien. Säsongen 2017/2018 tränade han Modo Hockey i Hockeyallsvenskan.  
Hans Särkijärvis moderklubb är Kiruna AIF där han spelade från åtta års ålder tills han var 18 år. Därefter spelade han i Djurgården under åtta säsonger 1975–1983 och i Södertälje SK under sex säsonger 1983–1989. Säsongen 1989/1990 spelade han i Sollefteå HK och säsongen därefter i IFK Lidingö. Särkijärvi har varit med och spelat i pojklandslag, yngre juniorlandslag (två EM), äldre juniorlandslag (två VM), B-landslag och A-landslag (ett VM). 
Säsongen 2000/2001 blev Särkijärvi huvudtränare i Södertälje SK i allsvenskan. Han förde laget till en plats i Elitserien och stannade hela 2002. Efter en kort sejour i Vallentuna gick han till Djurgårdens IF där han först tränade B-juniorerna och sedan Elitserielaget från säsongen 2005/2006. I februari 2008 meddelade Djurgården Hockey att klubben och Särkijärvi går skilda vägar efter säsongen och i mars 2008 meddelades på en presskonferens att Särkijärvi blir ny huvudtränare för Skellefteå AIK 2008/2009. Han stannade där i två säsonger, och i april 2010 blev Särkijärvi klar som ny huvudtränare för Linköpings HC. Efter sviktande resultat under andra säsongen fick han sparken i januari 2012, och tog istället över som tränare för Djurgårdens juniorer. I januari 2014 blev han åter tränare för Djurgårdens A-lag i Allsvenskan, något som verksamt bidrog till lagets återkomst till SHL efter spel i Kvalserien i april 2014. Hans Särkijärvi fick lämna Djurgården våren 2016 när klubben ville ha en yngre och modernare tränare när Robert Ohlsson hämtades ifrån Frölunda.
Särkijärvi är polisman men är tjänstledig på grund av tränarsysslan.
Hans Särkijärvi tog våren 2017 över som ny huvudtränare för Modo Hockey i Hockey-Allsvenskan med ambitionen att ta laget tillbaka till SHL men den anrika klubben ifrån Örnsköldsvik hade en tung säsong och Särkijärvi valde att lämna klubben trots ett år kvar på kontraktet.
Hans Särkijärvi blev hösten 2018 rådgivare åt Hockeyettan-klubben Visby/Roma. Efter ett år som rådgivare och konsult så blev det klart att Särkijärvi tar över som huvudtränare i den gotländska klubben.

## Tränaruppdrag
Särkijärvis tränaruppdrag i kronologisk ordning:
- Djurgården Hockey, A-pojkar
- Sörmlands TV-puck lag
- Danderyd/Täby hockey
- Tyresö Hockey, A-lag
- Tyresö hockey, A-pojkar
- Mälarhöjden/Bredäng A-juniorer
- Mälarhöjden/Bredäng A-laget
- Lidingö Hockey, A-laget
- Södertälje Sport Klubb, A-laget
- Vallentuna, A-laget
- Djurgården Hockey, B-juniorer
- Djurgården Hockey, A-laget
- Skellefteå AIK, A-laget
- Linköpings HC, A-laget
- Djurgården Hockey, J20
- Modo Hockey

Visby Roma HC